# Фредегунда
Фредегунда (фр. Frédégonde, пом. 597) — дружина франкського короля Хільперіка I. Активна учасниця тривалої кривавої боротьби в роді Меровінгів, зокрема боротьби з королевою Австразії Брунгільдою.
У 597 році королева Фредегунда померла, передавши престол своєму синові — Хлотару II. Похована поруч з Хільперіком I у паризькій церкві «Сен-Жермен-де Пре» Абатства Сен-Дені.
На честь Фредегунди названо астероїд 678 Фредґундіс, відкритий у 1909 році

## Діти
Фредегунда народила королю декілька дітей, всі з яких, крім останнього сина, Хлотара та дочки Рігунти, померли в дитинстві від епідемічних інфекційних хвороб. Закононарожденність Хлотара, в зв'язку з вільним поводженням його матері, піддавалася сумніву.
- Хлодоберт (нар. 565 — пом. 580, Суассон) — помер від натуральної віспи;
- Самсон (нар. 575 — пом. 577) — помер від дизентерії;
- Дагоберто (нар. невідомо — пом. 580, Рівьер Берні) — помер від натуральної віспи;
- Рігунта (нар. близько 569 — пом. після 589) — була відправлена в Тулузу, щоб стати дружиною короля Реккареда, але шлюб так і не відбувся, і Рігунта повернулася в Париж;
- Теодоріх (нар. 582 — пом. 584) — помер від дизентерії;
- Хлотар II (нар. 584 — пом. 629)